# 第131師団 (日本軍)
第131師団（だいひゃくさんじゅういちしだん）は、大日本帝国陸軍の師団の一つ。

## 沿革
太平洋戦争末期、武漢地区の警備と治安維持を目的として1945年（昭和20年）2月1日軍令陸甲下令により、第131師団・第132師団・第133師団の3個師団の編成が発令された。これら3個師団は、武漢方面に在った部隊から兵力を抽出して設けられた師団である。
師団の編制は、4個独立歩兵大隊から成る歩兵旅団を2個持ち、砲兵を欠いた丙師団である。しかし、これら3個師団には、7月10日付けで師団砲兵隊が設けられた。
第131師団は、広東省で粤漢作戦で粤漢鉄道を占領した第40師団や第27師団などの残留部隊や本隊追及隊などを基幹に編成された。編成後、第23軍の指揮下に入り粤漢鉄道沿線の警備に従事する。その後、同年6月17日には支那派遣軍直轄部隊となり、警備地を独立歩兵第8旅団に譲って上海方面に向けて移動中安慶で終戦を迎える。

## 師団概要

### 歴代師団長
- 小倉達次 中将：1945年（昭和20年）2月20日 - 終戦[1]

### 参謀長
- 宮永義文 大佐：1945年（昭和20年）2月26日[2] - 終戦[3]

### 最終所属部隊
- 歩兵第95旅団：岩本高次少将
  - 独立歩兵第591大隊：北原岩男少佐
  - 独立歩兵第592大隊：財津子之吉少佐
  - 独立歩兵第593大隊：中井憲一少佐
  - 独立歩兵第594大隊：田中真次郎少佐
- 歩兵第96旅団：海福三千雄少将
  - 独立歩兵第595大隊：北村発卯麿中尉
  - 独立歩兵第596大隊：井上良雄中尉
  - 独立歩兵第597大隊：糸原佐吉中尉
  - 独立歩兵第598大隊：黒須政之助少佐
- 第131師団砲兵隊
- 第131師団工兵隊：田岡正二大尉
- 第131師団輜重隊
- 第131師団通信隊：手塚郁夫大尉
- 第131師団兵器勤務隊：小堀溪大尉
- 第131師団野戦病院：郷田静夫軍医大尉
- 第131師団病馬廠：佐々木恂次郎獣医大尉